# Freibad Hammermühle

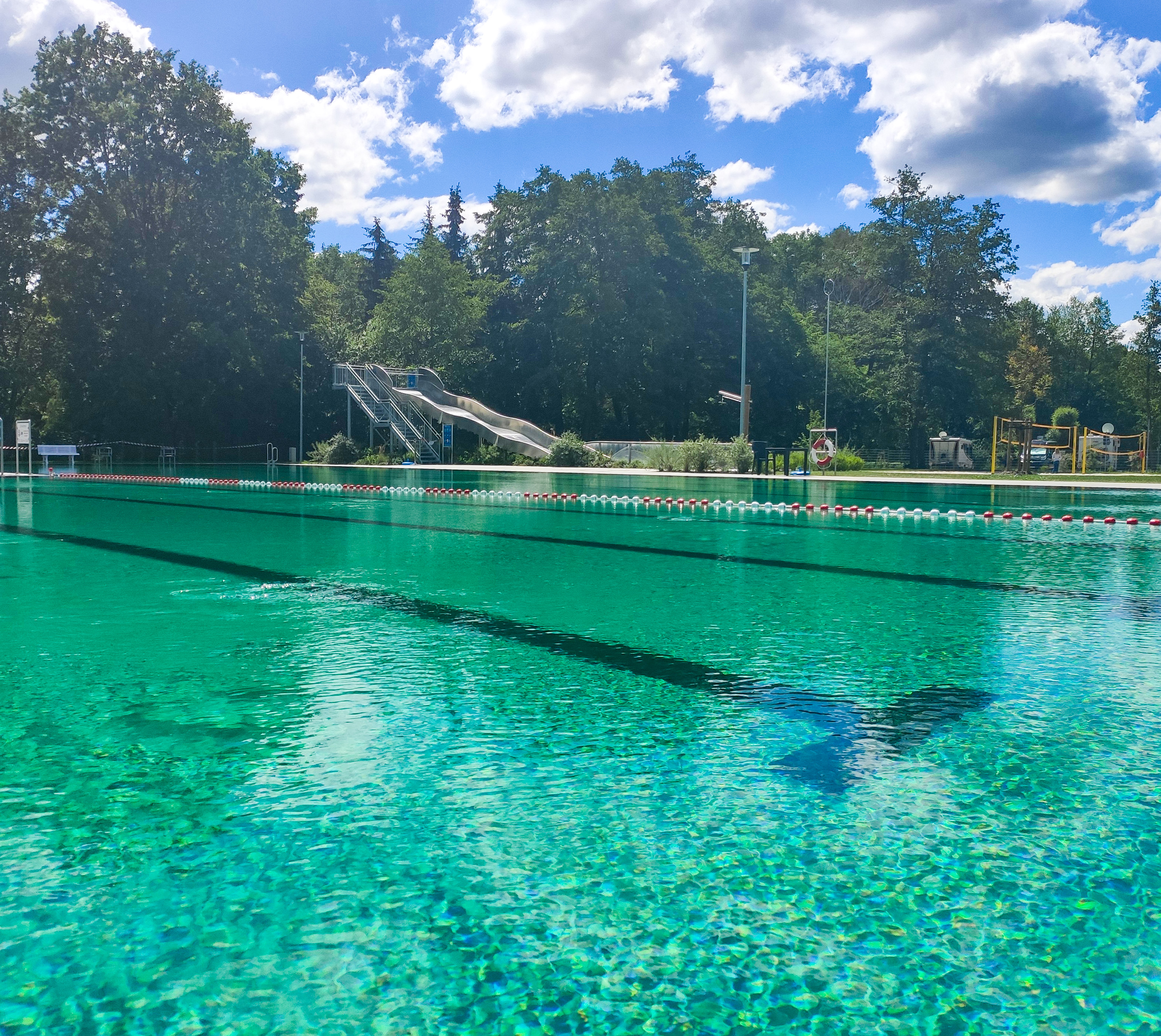
Freibad Hammermühle

Das Freibad Hammermühle ist ein Freibad im Ortsteil Hammermühle der Stadt Bad Düben. Das Freibad wurde 1966 errichtet.

## Geschichte
Im Jahr 1966 wurde das Freibad im Ortsteil Hammermühle eröffnet. Bei der damaligen Eröffnungsfeier war nur das Becken fertiggestellt. Das ca. 19.000 m2 große Freibad bestand aus einem rund 3.000 m2 großem Betonbecken und einem Babybecken.

Ende der 1990er-Jahre stand das stark sanierungsbedürftige Freibad vor dem Aus, Dank einer Gruppe von engagierten Einwohnern blieb das Bad jedoch bestehen. In den Jahren vor der Sanierung (2018) wurde das Freibad als „Heidebad“ geführt. Neben den Schwimmbecken gab es einen kleinen Spielplatz, einen Imbiss, Beach-Volleyball-Felder und die Möglichkeit zum Campen.

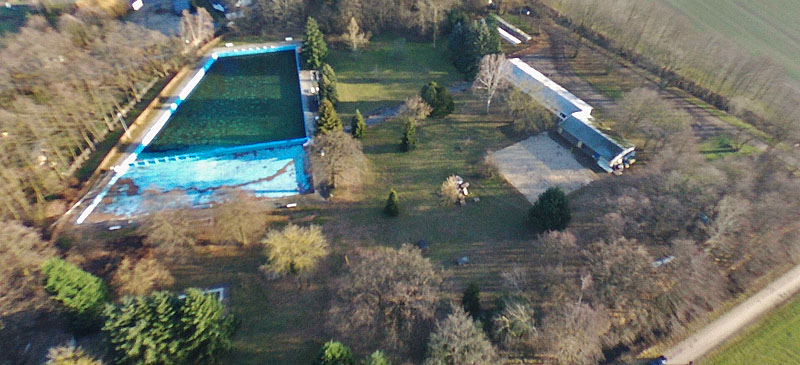
Freibad vor der Sanierung

Im Jahr 2015 beschloss der Stadtrat, das Freibad zu erhalten. Mit dem Bundesprogramm „Sanierung kommunaler Einrichtungen in den Bereichen Sport, Jugend und Kultur“ wurden 90 Prozent der 2,9 Mio. Euro Umbaukosten gefördert.

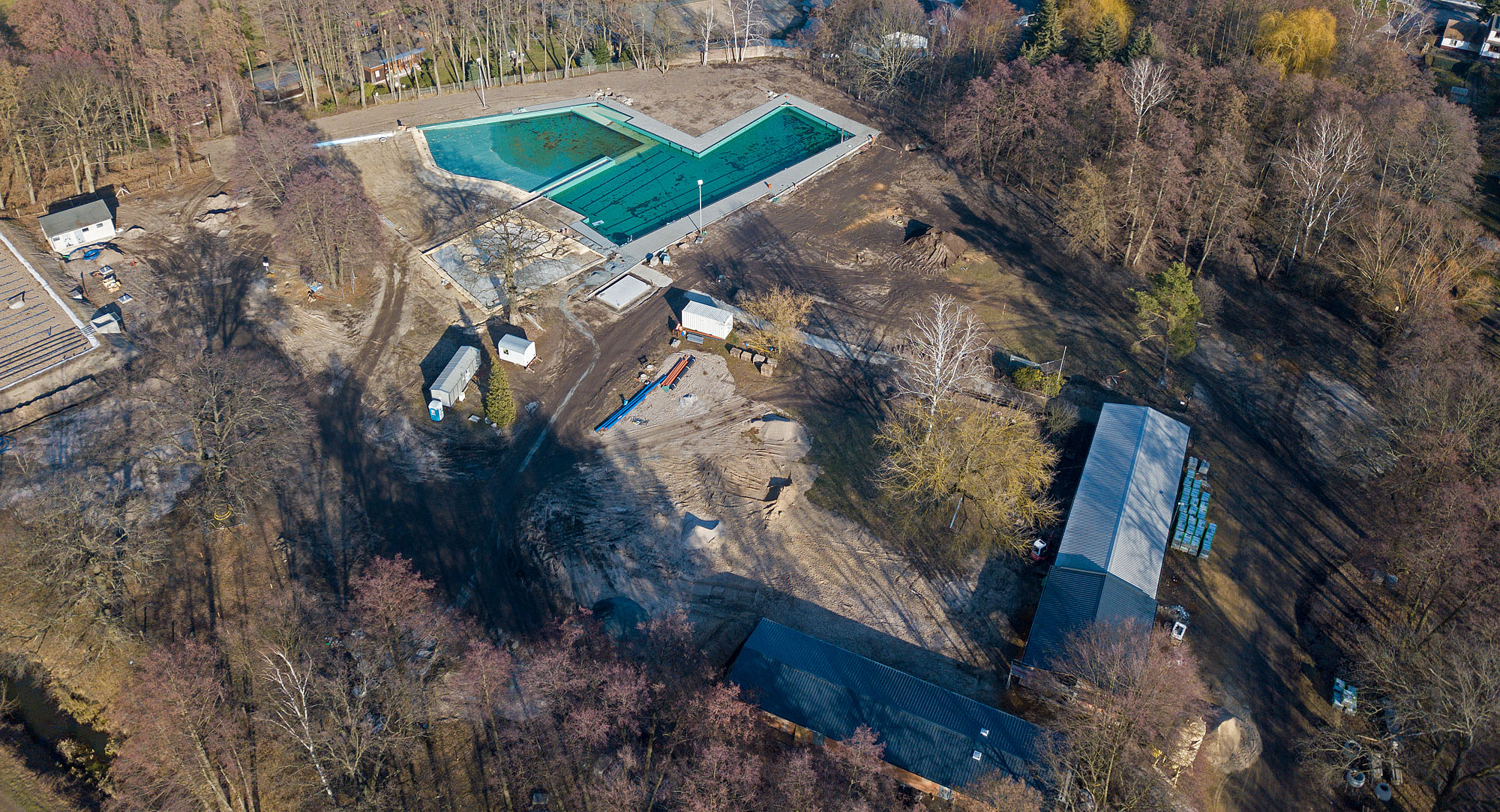
Freibad während der Sanierung

Im Jahr 2018 war das Freibad aufgrund der Umbaumaßnahmen für den Besucherverkehr geschlossen. Beim Umbau wurden der alte Kiosk abgerissen und zwei neue Gebäude errichtet. Die Wasserfläche wurde auf 1.500 m² halbiert.
Am 24. Mai 2019 wurde das Freibad als „NaturSportBad“ neu eröffnet und wird seitdem von der „Heide Spa Bad Düben“ betrieben.